# Albrecht Sack

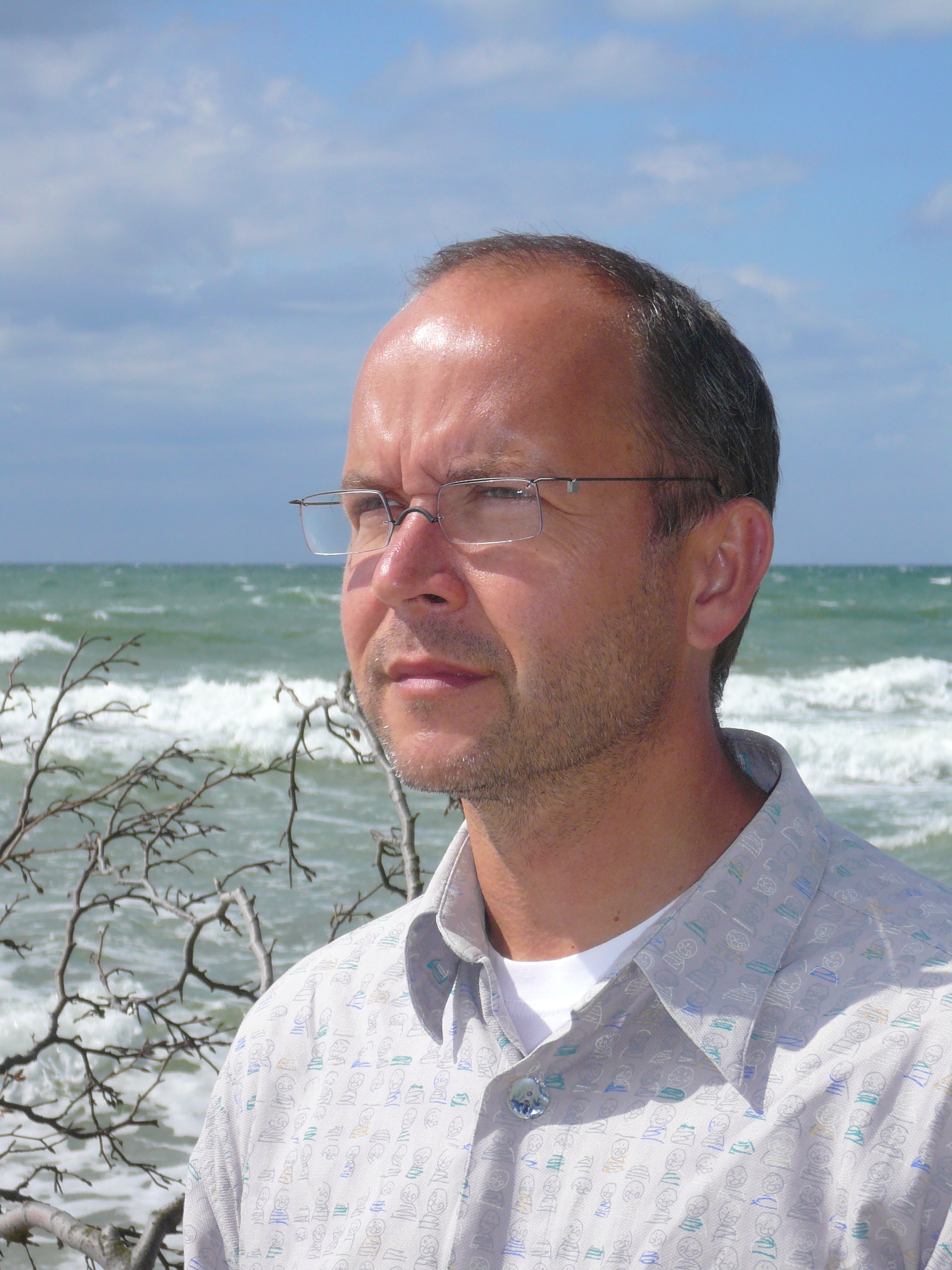
Albrecht Sack, 2007

Albrecht Sack (* 10. Oktober 1964 in Leipzig) ist ein deutscher Tenor.
Sack erhielt bereits im Vorschulalter Klavier- und Gesangsunterricht. Entscheidend für seine musikalische Entwicklung war die Zeit als Mitglied des Leipziger Thomanerchores.

## Leben
Nach seiner Mitgliedschaft von 1974 bis 1983 im Thomanerchor der Thomasschule studierte er von 1987 bis 1992 an der Hochschule für Musik und Theater „Felix Mendelssohn Bartholdy“ Leipzig. Er ist Mitglied im MDR-Rundfunkchor Leipzig.

## Tätigkeit
Die Schwerpunkte seiner solistischen Konzerttätigkeit liegen auf den Gebieten Oratorium und Lied. Sein Repertoire reicht von Monteverdi und Schütz über Bach, Händel, Haydn, Schubert, Schumann, Brahms und Beethoven bis ins 20. Jahrhundert zu Orff, Weill, Hessenberg und Britten. Besonders häufig ist er in den großen Vokalwerken Bachs zu hören.
Konzertreisen führten ihn in die USA, nach Japan, Frankreich, Dänemark, Luxemburg, Polen, Tschechien und Russland. In Deutschland trat er unter anderem in der Musikhalle Hamburg, im Konzerthaus Berlin und im Gewandhaus zu Leipzig auf. Dabei arbeitete er zusammen mit bekannten Ensembles wie dem Thomanerchor, dem Dresdner Kreuzchor, den Dresdner Kapellknaben, dem Bachchor Tokio und dem Aachener Domchor.
Er war zu Gast beim Bachfest Leipzig, den Musikfestspielen und den Dresdner Tage der zeitgenössischen Musik, den Thüringer Bachtagen und den Händel-Festspiele Halle. Er arbeitete mit Dirigenten und Chorleitern wie Georg Christoph Biller, Andreas Göpfert, Armin Klaes, Roderich Kreile, Fabio Luisi, Kurt Masur, Hans-Christoph Rademann und Peter Schreier zusammen.
Das musikalische Schaffen von Albrecht Sack ist durch Rundfunk- und Fernsehaufnahmen sowie CD-Aufnahmen dokumentiert.

## Diskographie
- Felix Mendelssohn Bartholdy: Vom Himmel hoch, Choralkantate über Luthers Weihnachtslied für 2 Solostimmen, Chor und Orchester., Mitwirkender u. a., Albrecht Sack als Tenor, Audio-CD-ROM der MGM, 1996
- Hector Berlioz L’ENFANCE DU CHRIST MDR-Sinfonieorchester, MDR-Rundfunkchor, Solist u. a. Albrecht Sack, Leitung: Fabio Luisi MDR-Edition
- Beethoven: Concerto in C, op. 56 Chor des MDR, Susanne Scheinpflug, Sopran, Kerstin Klein, Sopran, Andrea Pitt, Alt, Albrecht Sack, Tenor, Ekkehard Wagner, Tenor, Reinhard Decker, Baß Gewandhausorchester Leipzig Kurt Masur PHILIPS ©1994
- Tag der Mitteldeutschen Barockmusik Vol.1, Konzert in Weißenfels, Collegium Vocale Leipzig, Chursächsische Capelle Leipzig, Kathrin Strocka, Sopran, Annette Reinhold, Alt, Albrecht Sack, Tenor, Dirk Schmidt, Bass Orgel und Leitung-Michael Schönheit Freiburger Musik Forum und MDR -  ARS MUSICI
- J.S.Bach: Weihnachtsoratorium Kantaten 1-3, Albrecht Sack, Tenor (Evangelist und Arien) und die Leipziger Vocalsolisten, Collegium Vocale Leipzig, Leipziger Bachsolisten; Leitung und Cembalo: Michael Schönheit, Goethe-Theater Bad Lauchstädt und Accent Music
- J.S.Bach: Kantate 213 / W.A.Mozart: Krönungsmesse, Albrecht Sack, Tenor, Weimarer Barockorchester, Leitung: Kersten Lachmann, Metrix Classics 2005
- J.S.Bach: Weihnachtsoratorium, Live-Mitschnitt in Japan, Albrecht Sack, Tenor (Recitative und Arien), Tokio J.S.Bach-Chor, Leitung: S.Takahashi, Momonga Lab. 2002
- F.Schubert: Die schöne Müllerin, Albrecht Sack, Tenor, Seiya Takahashi, Piano Momonga Lab. 2005

## Hörproben
- Albrecht Sack, "Miserere b-moll", E.T.H. Hoffmann
- Albrecht Sack, "Kantate 21 Rec & Arie", J.S. Bach